# حرب طرابلس
الحرب الطرابلسية (بالإنجليزية: Tripolitan War)‏ نسبة إلى طرابلس (في ليبيا الحالية) أو الحرب البربرية الأمريكية الأولى (1801-1805) (بالإنجليزية: Barbary Coast War)‏، المعروفة أيضا باسم «حرب الساحل البربري» نسبة إلى ساحل شمال أفريقيا الغربي. وهي أولى حربين خاضتها الولايات المتحدة الأمريكية ضد دول شمال أفريقيا التي كان جزء منها تابعاً للدولة العثمانية المعروفة في ذلك الوقت جماعياً باسم الدول البربرية. هذه الدول كانت: سلطنة المغرب ,الإمبراطورية الشريفية، وثلاثة من الولايات العثمانية (الجزائر، تونس، وطرابلس)، والمنتمية للامبراطورية العثمانية.
وسبب الحروب كان مخالفة البحرية الأمريكية لأوامر والي طرابلس القرمانلي وعدم دفع الجزية كما كان وقتها، وقيام السفن الأمريكية بالدخول إلى منطقة البحر الأبيض المتوسط. بدون أخذ الاوذنات اللازمة من البحرية العثمانية.
تسمى أحيانا «الحرب الاميركية المنسية» وذلك لأن هذه الحروب غابت من الذاكرة الشعبية الأمريكية في غضون جيل واحد.

## الخلفية
كانت الاساطيل العثمانية والأساطيل البربرية التابعة لدول الساحل البربري تقوم بحماية السفن التجارية التي تعمل في البحر المتوسط مقابل رسوم تدفع لها من قبل الدول الأوروبية. فقد كانت بريطانيا تدفع سنويا 600 جنية للخزانة العثمانية، وتقدم الدنمارك مهمات حربية وآلات قيمتها 4 آلاف ريال شنكو كل عام مصحوبة بالهدايا النفيسة.
أما هولندا فكانت تدفع 600 جنيه، ومملكة صقلية 4 آلاف ريال، ومملكة سردينيا 6 آلاف جنيه، والولايات المتحدة الأمريكية تقدم آلات ومهمات حربية قيمتها 4 آلاف ريال و10 آلاف ريال أخرى نقدا مصحوبة بهدايا قيمة، وتبعث فرنسا بهدايا ثمينة عند تغيير قناصلها، وتقدم البرتغال هدايا من أحسن الأصناف، وتورد السويد والنرويج كل سنة آلات وذخائر بحرية بمبالغ كبيرة، وتدفع مدينتا هانوفر وبرن بألمانيا 600 جنيه إنجليزي، وتقدم أسبانيا أنفس الهدايا سنويا.
في أواخر القرن الثامن عشر الميلادي بدأت السفن الأمريكية بعد أن استقلت أمريكا عن إنجلترا سنة 1776 ترفع أعلامها لأول مرة سنة 1783م، وتجوب البحار والمحيطات. وقد تعرض البحارة العثمانيون لسفن الولايات المتحدة، فاستولوا على إحدى سفنها في مياه قادش، وذلك في يوليو 1785م، ثم ما لبثوا أن استولوا على إحدى عشرة سفينة أخرى تخص الولايات المتحدة الأمريكية وساقوها إلى السواحل الجزائرية التي كانت ولاية عثمانية.
وقع جورج واشنطون أول رئيس للولايات المتحدة الأمريكية معاهدة صلح مع بكلر حسن التركي باشا الجزائر في أواخر القرن الثامن عشر الميلادي، بمقتضاها تدفع إلى الإمبراطورية العثمانية على الفور 642 ألف دولار ذهبي، و1200 ليرة عثمانية، وذلك مقابل أن تطلق الجزائر سراح الأسرى الأمريكيين الموجودين لديها، وألا تتعرض لأي سفينة أمريكية تبحر في البحر المتوسط أو في المحيط الأطلسي.
على الرغم من امتناع الإمبراطورية العثمانية عن مهاجمة سفن الولايات المتحدة طيلة عام كامل إلا أنها لم تحصل على إتاوة سنوية مجزية. وقد حاول الإنجليز استغلال هذه النقطة؛ للثأر من عدوتهم اللدودة (أمريكا) وذلك من خلال الإيحاء ليوسف باشا القره مانلي بإعادة النظر في شروط المعاهدة مع الولايات المتحدة، عبر قنصلهم في طرابلس الغرب «لوكاس». وقد زاد من تفجر غضب يوسف باشا الوضع الاقتصادي الصعب في البلاد ونقص الأموال اللازمة للانفاق على الجيش والجهاز الإداري. كان جيش القرمانلي ينظم في العادة من بين المرتزقة، ويجمع الجيش بالدرجة الأولى من القولوغلية والانكشارية المقيميين في طرابلس، بالإضافة إلى الكتائب المسلحة المشكلة من بين القبائل الموالية للباشا. وكان القولوغلية يشكلون الركيزة الأساسية للجيش. ويقدم رؤساء تجمعات القولوغلية العدد المطلوب من الجند لقاء الإعفاء من الضرائب وبدلا لامتيازات أخرى. وقد كان بوسع يوسف باشا القرمانلي، أن يجمع جيشا يضم 10 آلاف خيال، و40 ألفا من المشاة. أما بالنسبة للكتائب المقاتلة، فكانت تستخدم بصورة ناجحة في الحملات التأديبية ضد القبائل البربرية الجزائرية، التي تكون في حالة عداء مع القبيلة الموالية لحاكم الولاية. أما الانكشارية فكانوا يثبتون أركان الجيش من خلال كونهم المقاتلين المتخصصين، وما كانوا يقاتلون ببراعة إلا عند التعويض المادي الجيد على خدماتهم. أما أسطول الولاية فلم يكن القوة المطلوب منها حماية البلاد من العدوان الخارجي بقدر ما كان القوة التي تؤكد هيبة الإيالة والمنبع المهم لتحصيل الأموال، التي كانت ضرورية جدا من أجل إثراء الإمبراطورية، والانفاق على الجيش وعلى النظام الحاكم بمجموعه. وكان يشمل على 20 سفينة مجهزة تجهيزا عسكريا جيدا ببحارتها البالغ عددهم حوالي الـ 1000. وإلى جانب الجيش كان ليوسف باشا فرق نظامية خاصة، تدعى (الشاويشية) لمهمة الحفاظ على القصر والمدينة، وكان يخدم فيها الانكشارية والبربر والنصارى الذين اعتنقوا الإسلام، بالإضافة إلى الزنوج الذين أعتقوا من العبودية.

### الاسطول السادس

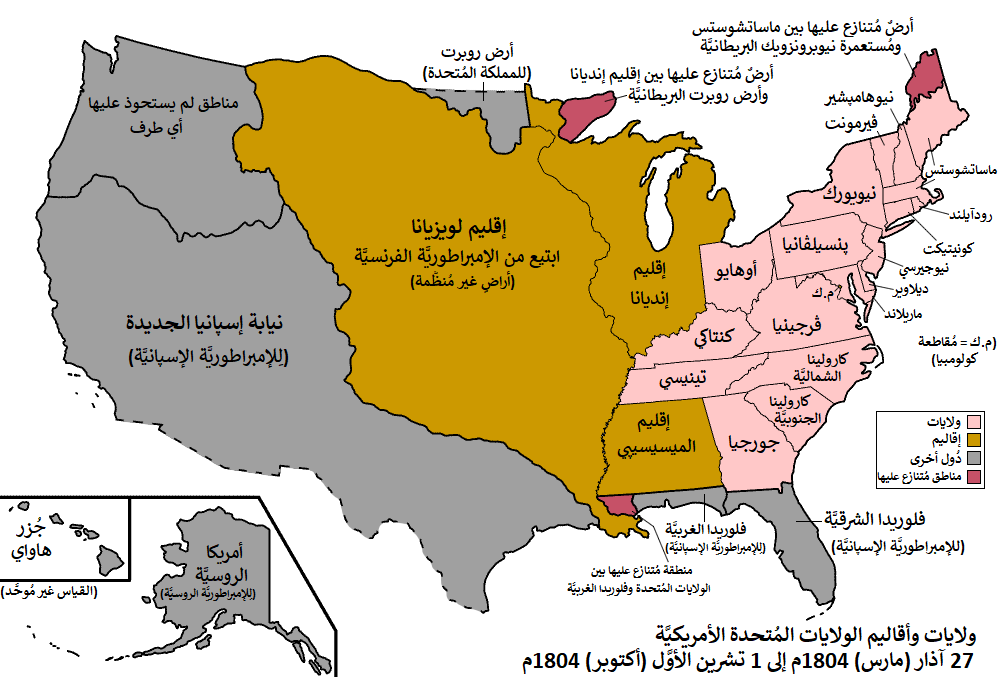
خريطة الولايات المتحدة 1804

ارسلت الولايات المتحدة أسطولها الحربي إلى البحر المتوسط، وكان يدخل في عداده فرقاطتان جهزت كل منهما بـ44 مدفعا، وهما (بريزيدينت) و (فيلادلفيا)، وواحدة صغيرة مجهزة بـ32 مدفعا هي (إيسكس)، وأخرى شراعية مجهزة بـ12 مدفعا هي (انتربرايز). كان رئيس الجمهورية «توماس جيفرسون»، الذي باشر للتو أعماله الرئاسية كثالث رئيس للولايات المتحدة، يأمل بإرسال أفضل قواته إلى البحر المتوسط؛ كي تعزز هذه القوة من هيبة الولايات المتحدة في المنطقة.
صدر إلى الأميرال «ريتشارد ديل» بقيادة هذه الحملة، والتوجه إلى البحر المتوسط؛ لإلقاء الرعب في قلوب حكام العثمانيين والمجاهدين في شمال غرب أفريقيا، وإيجاد موطئ قدم للامبراطورية الجديدة. لقد كان انتقاء مدروسا بعناية، ذاك القرار الذي تم بموجبه تسمية هذا الأميرال؛ أحد أبطال حرب الاستقلال، والذي يتمتع بخبرة واسعة في مجال البحرية العسكرية. ناهيك عن علاقته الحميمة بالرئيس جيفرسون، إذ ينحدر كلاهما من بلدة «فيرجينيا». ودّع الأميرال ديل ذو الخامسة والأربعين عاما زوجته وولديه وداعا حميما، ثم انطلق على الفرقاطة فيلادلفيا صحبة المرتزقة وجنوده.
في 1801، طلب يوسف زيادة الجزية المدفوعة إلى 225,000 دولار من الرئيس الامريكى توماس جيفرسون. ولكن الرئيس جيفرسون المنتخب حديثا تجاهل هذه المطالب، في6 فبراير 1802 شرَع الكونغرس قانونا «لتجنيب التجارة الأمريكية وبحارة الولايات المتحدة من خطر الطرادات الطرابلسية.

### اعلان الحرب على أمريكا
كان باشا طرابلس القوي، قد شعر بان الأمريكيين يماطلون في دفع الجزية المفروضة على مرور السفن الأمريكية التجارية بالبحر المتوسط، فعمد إلى اهانتهم في رمز شرفهم الوطني، عندما أمر في 14 مايو 1801 جنوده بأن يحطموا سارية العلم الأمريكي القائمة أمام القنصلية الأمريكية في طرابلس، إشارة إلى إعلان الحرب على الولايات المتحدة الأمريكية. انطلقت بعدها السفن الإسلامية تجوب البحر بحثا عن السفن الأمريكية للاستيلاء على غنائمها وإجبار حكومة واشنطن على دفع جزية سنوية مجزية.
قام القنصل الأمريكي في طرابلس بمقابلة الباشا عارضا احتجاج دولته الرسمي على الإهانة التي لحقت بالعلم الأمريكي، وطلب إعادة البضائع التي غنمت من السفن الأمريكية. فقال له الباشا: «أيها القنصل لا توجد أمة أريد معها الصلح مثل أمتكم، وكل دول العالم تدفع لي ويجب ان تدفع لي أمتكم. «فقال القنصل: «لقد دفعنا لك كل ما تعهدنا به اليك ولسنا مدينين بشيء. فرد الباشا متهكما: «في ما يتعلق بالسلام قمتم فعلا بدفع اللازم، أما في ما يتعلق بالمحافظة على السلام فلم تدفعوا شيئا».
كان وقع حرق العلم الأمريكي على قلب القنصل كوقع الصاعقة، واشتط غضبا حينما وصله خطاب الباشا، يأمره بمغادرة البلاد فورا. كانت الأجواء مشحونة والنفوس معبأة بفيض من الكراهية ومشاعر الانتقام من الجانبين. ولم يستطع القنصل فعل أي شيء سوى تمزيق معاهدة السلام والصداقة، التي وقّعها مع طرابلس الغرب سنة 1796، وعند حلول المساء، طفق المنادون يجوبون الشوارع؛ قارعين طبول الحرب، فيما شرعت المآذن تلهب حماس الناس بآيات من الذكر الحكيم، تحرضهم على جهاد الصليبيين. وخلال عشرة أيام بالضبط بعد الحادث، غادر القنصل الأمريكي «كاثكارت» طرابلس صحبة أسرته عبر البر متجها إلى تونس. وهكذا يكون الباشا قد دق بالفعل أجراس الحرب، التي لم يسمع قائد السفن الأمريكي «ديل» بأصدائها إلا في الـ30 من يونيو، وذلك عندما دخل جبل طارق للتزود بالمؤن. وهلع ديل مما سمع، إذ لم يكن يتوقع أن تجري الأمور بكل هذه السرعة. وصدرت الأوامر منه على الفور بإغراق وحرق وتدمير أكبر عدد من المراكب الإسلامية، التي من المحتمل أن تواجههم في عرض المتوسط.
أرسلت الولايات المتحدة في يوليو 1801 أسطولا حربيا مكونا من فرقاطتين معروفتين باسمي وليدج «بريزيدنت» و«فيلادلفيا»، كل منهما مزودة بأربعة وأربعين مدفعا، ترافقهما سفينتان حربيتان بأثنين وثلاثين مدفعا، ثم أضيف إلى الأسطول، سفن أخرى في ما بعد. قام الرئيس الأمريكي باصدار الاوامر إلى اسطوله في البحر المتوسط بفرض الحصار على ميناء درنه عام 1803 وقصف مدينة درنه بالمدافع.

### أسر فيلادلفيا

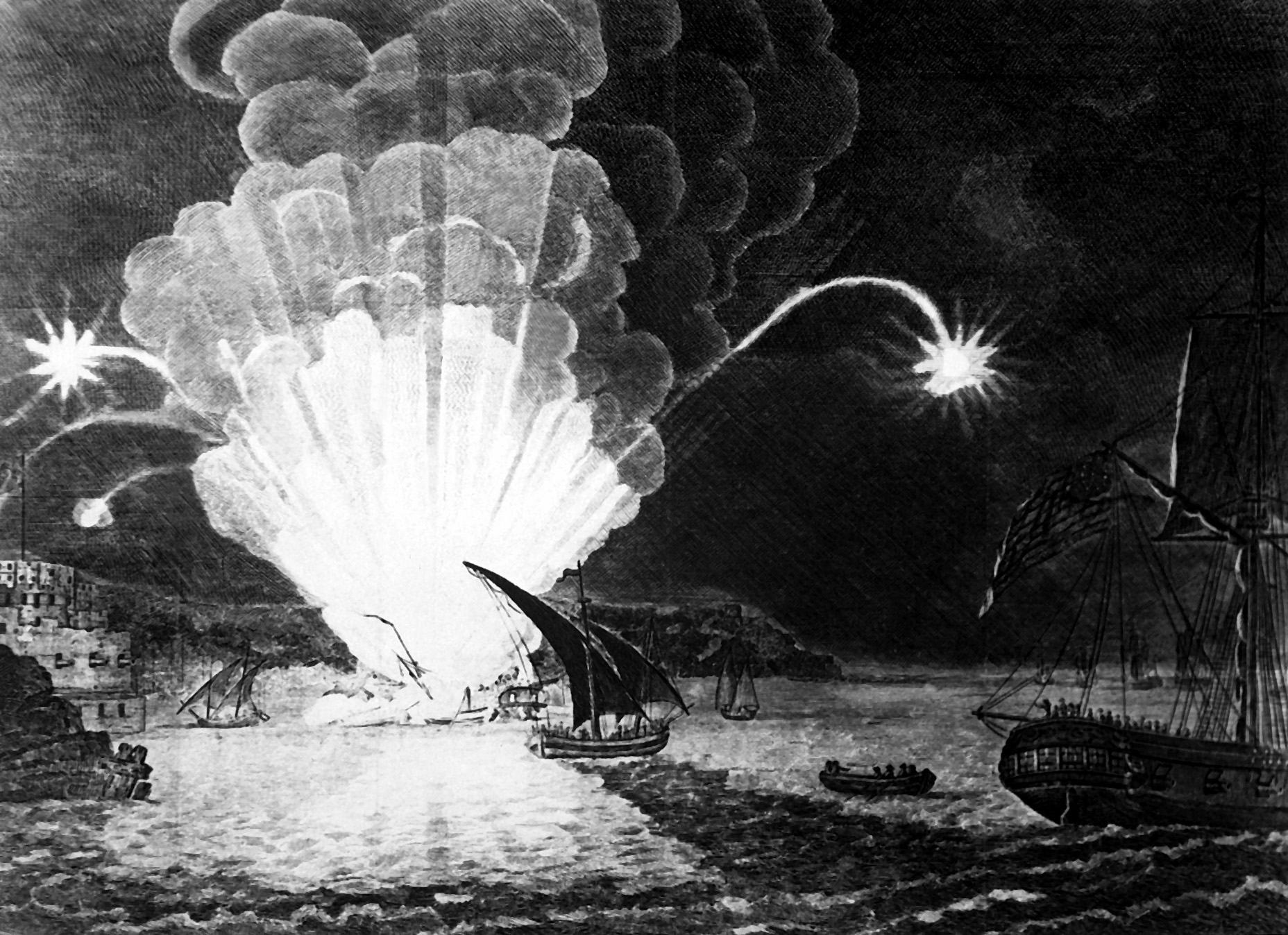
أسر فيلادلفيا

في 31 أكتوبر 1803 تمكنت البحرية الإسلامية في مدينة طرابلس من اسر الفرقاطة (المدمرة) فيلادلفيا وعلى متنها 308 بحارة اميركيين استسلموا جميعا وعلى رأسهم قائدها الكابتن بينبريدج Bainbridge. وعندما عجز الأمريكيون عن استرداد هذه السفينة أرسلوا مرتزقة إليها وقاموا بنسفها حتى لا تصبح غنيمة في أيدي المجاهدين. وقد شكل حادث السفينة فيلادلفيا حافزا قويا للولايات المتحدة للاهتمام بتأسيس بحرية قوية اتخذت نشيدا لها يردده جنودها صباح كل يوم ويقول مطلعه (من قاعات مونتيزوما إلى شواطئ طرابلس نحن نحارب معارك بلادنا في الجو والأرض والبحر).

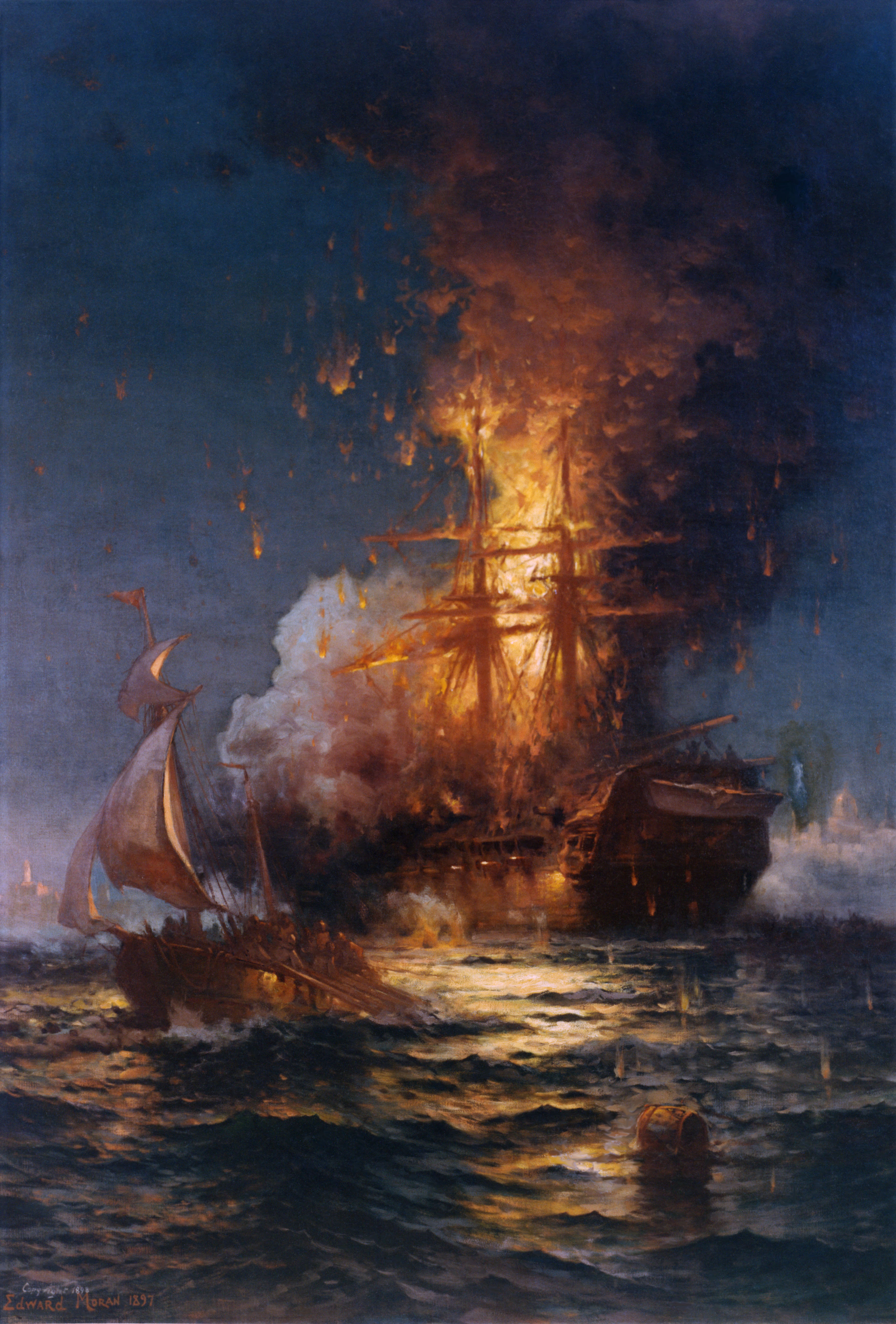
حرق فيلادلفيا بعد اسرها

### غزو درنة
و بالتوازي مع الحصار كانت أمريكا تعمل من خلال قنصلها في تونس، وليم ايتون، على خطة لتغير نظام طرابلس عبر استمالة أحمد باشا القراملي شقيق حاكم طرابلس يوسف.
كان أحمد باشا، المقيم في مصر، يعتبر نفسه أحق بالعرش من أخيه الأصغر الذي انقلب عليه وأقصاه عن الحكم، لينفرد به وحده. فخطط الأمريكيون من خلال السفير الأمريكي في تونس، وليم ايتون، لإقناع أحمد القراملي بانهم قادرون على تتويجه على عرش طرابلس بعد التخلص من أخيه. فقبل الأمر، وقد لازمه الخوف من خيانته بالأمة.
وجهزت قوة من المرتزقة بقيادة ضابط الجيش الاميركي وليام ايتون وتعتبر هذه الفرقة هي أول فرقة مشاة بحرية أمريكية (مارينز). وهاجمت شرق ليبيا وغزت مدينة درنة النائية وهي مدينة صغيرة على البحر المتوسط وتبعد عن طرابلس العاصمة أكثر من الف كم، فقاومها العثمانيين وارسل الباشا قواته الانكشارية إلى درنة، وسقطت هذه المدينة في يد القوة الغازية ورفع علم الولايات المتحدة على قلعتها. وبذلك اعتبرت أول قطعة أرض تحتلها الولايات المتحدة في تاريخها.

### انتهاء الحرب
عقب معركة درنة فرضت القوات العثمانية والبربرية حصارا على القوة الغازية الموجودة فيها فعمدت الولايات المتحدة إلى الإستسلام وتم توقيع معاهدة انهاء الحرب في 10 يونيو 1805 عرفت ب إتفاقية طرابلس. وطلب باشا ليبيا يوسف باشا من الولايات المتحدة غرامات مالية تقدر بثلاثة ملايين دولار ذهبا، وضريبة سنوية قدرها 20 ألف دولار سنويا، وظلت الولايات المتحدة تدفع هذه الجزية حماية لسفنها حتى سنة 1812م، حيث سدد القنصل الأمريكي في الدولة العثمانية 62 ألف دولار ذهبا، وكانت هذه هي المرة الأخيرة التي تسدد فيها الضريبة السنوية.

## معاهدة طرابلس
(بالإنجليزية: Treaty of Tripoli)‏
معاهدة السلام والصداقة بين الولايات المتحدة الأمريكية وطرابلس (بالإنجليزية: Treaty of Peace and Friendship between the United States of America and the Bey and Subjects of Tripoli of Barbary)‏.
تم توقيع المعاهدة مع الإمبراطورية العثمانية في طرابلس في 4 نوفمبر 1796 3 يناير 1797، وتم تصديق مجلس الشيوخ الأميركى عليها في 7 يونيو 1797 ووقع عليها الرئيس جون ادامز في 10 يونيو 1797.
اشتهرت هذه الاتفاقية حين اشارت ولأول مرة في تاريخ الولايات المتحدة بانها «ليست دولة مسيحية»، حيث اعتبرت المادة 11 نقطة أساسية في المنازعات على مبدأ الفصل بين الكنيسة والدولة من حيث انطباقه على المبادئ التي تأسست عليها الولايات المتحدة.
| حرب طرابلس                          | حيث ان حكومة الولايات المتحدة الأمريكية لم تنشأ، بأي حال من الاحوال، على أساس الدين المسيحي ؛ وليس لها في حد ذاتها اى طابع عدائي ضد قوانين أو دين أو سلم المسلمين ؛وحيث ان الولايات لم تدخل أبدا في أي حرب، أو عمل من اعمال العدوان ضد أي شعب مسلم، فقد اعلن الطرفان أن لا ينشأ بسبب الآراء الدينية اي انقطاع في الانسجام القائم بين البلدين. | حرب طرابلس |
| — ترجمة المادة 11 من إتفاقية طرابلس | |            |

| حرب طرابلس | Art. 11. As the Government of the United States of America is not, in any sense, founded on the Christian religion; as it has in itself no character of enmity against the laws, religion, or tranquility, of Mussulmen; and, as the said States never entered into any war, or act of hostility against any Mahometan nation, it is declared by the parties, that no pretext arising from religious opinions, shall ever produce an interruption of the harmony existing between the two countries. | حرب طرابلس |